# Lindas längtan
Lindas längtan är en svensk kortfilm med manus av Tove Hellbom samt i regi av Jan Hellbom. I rollen som Linda ses Sofia Strand och i övriga roller Allan Svensson, Pia Green, Birgitte Söndergaard och Thomas Oredsson.
Filmen producerades av Ingrid Dalunde (exekutiv producent) för Hellbom Film AB. Den spelades in i Stockholm med Lennart Peters som fotograf. Den klipptes av Hélène Berlin. Filmen mottog tredje pris vid en filmfestival i New York 1990.